# Nymphaea noelae
Nymphaea noelae är en näckrosväxtart som beskrevs av Surrey Wilfrid Laurance Jacobs och Hellq. Nymphaea noelae ingår i släktet vita näckrosor, och familjen näckrosväxter. Inga underarter finns listade i Catalogue of Life.